# Psychoda sigma
Psychoda sigma és una espècie d'insecte dípter pertanyent a la família dels psicòdids que es troba a Nord-amèrica: Oregon i Califòrnia.